# Supercopa Brasileira de Voleibol de 2024
A Supercopa Brasileira de Voleibol de 2024, é a 10.ª edição desta competição anual organizada pela Confederação Brasileira de Voleibol (CBV). A decisão feminina ocorreu no dia 11 de outubro na cidade de Manaus, enquanto a masculina foi disputada em 18 de outubro em São Luís.

## Fórmula de disputa
A competição foi disputada em jogo único, para ambos os naipes (masculino e feminino).

## Equipes participantes
As seguintes equipes se qualificaram para a Supercopa de 2024:

### Feminino
| Equipe             | Cidade         | Qualificação                            | Última participação |
| ------------------ | -------------- | --------------------------------------- | ------------------- |
| Gerdau/Minas       | Belo Horizonte | Campeão da Superliga Série A de 2023–24 | 2023                |
| Dentil/Praia Clube | Uberlândia     | Campeão da Copa Brasil de 2024          | 2023                |

### Masculino
| Equipe              | Cidade   | Qualificação                            | Última participação |
| ------------------- | -------- | --------------------------------------- | ------------------- |
| Sesi-Bauru          | Bauru    | Campeão da Superliga Série A de 2023–24 | 2018                |
| Sada Cruzeiro Vôlei | Contagem | Campeão da Copa Brasil de 2024          | 2023                |

## Resultados

### Feminino
| 11 de outubro 20:30 Relatório AQ ArbitragemEstatísticas | Gerdau/Minas | 3 — 0             | Dentil/Praia Clube | Arena Poliesportiva Amadeu Teixeira, Manaus Público: 6 700 Árbitro(s): RS Ângela Arújo Gusmão Grass AM Walfran Silva Miranda Braga SP André Luiz da Silva Costa (AV) |
| 11 de outubro 20:30 Relatório AQ ArbitragemEstatísticas | 25           | Set 1 Set 2 Set 3 | 23 16 19           | Arena Poliesportiva Amadeu Teixeira, Manaus Público: 6 700 Árbitro(s): RS Ângela Arújo Gusmão Grass AM Walfran Silva Miranda Braga SP André Luiz da Silva Costa (AV) |

### Masculino
| 18 de outubro 21:30 Relatório AQ Arbitragem Estatísticas | Sesi-Bauru  | 1 — 3                   | Sada Cruzeiro Vôlei | Ginásio Georgiana Pflueger "Castelinho", São Luís Público: 4 777 Árbitro(s): SC Paulo Luís Beal MA Mauro Henrique Câmara Ferreira PR Paulo Ricardo Turci (AV) |
| 18 de outubro 21:30 Relatório AQ Arbitragem Estatísticas | 17 27 17 18 | Set 1 Set 2 Set 3 Set 4 | 25                  | Ginásio Georgiana Pflueger "Castelinho", São Luís Público: 4 777 Árbitro(s): SC Paulo Luís Beal MA Mauro Henrique Câmara Ferreira PR Paulo Ricardo Turci (AV) |

## Premiações
| Supercopa Feminina de 2024        |
| --------------------------------- |
| Campeão Gerdau/Minas (2.º título) |

| Elenco |
| --- |
| Francine Tomazoni, Giovana Guimarães, Victoria Castelloes, Priscila Daroit, Thaísa Daher, Amanda Marques, Kika, Júlia Kudiess, Kisy Nascimento, Jenna Gray, Kelly Gomes, Yonkaira Peña, Rebeca Camile, Larissa Fortes, Glayce Kelly, Celeste Plak |
| Técnico |
| Nicola Negro |

| Supercopa Masculina de 2024            |
| -------------------------------------- |
| Campeão ASE Sada Cruzeiro (6.º título) |

| Elenco |
| --- |
| Welinton Oppenkoski, Otávio Pinto, Matheus Brasília, Lucas Saatkamp, Lukinhas, Wallace de Souza, Cledenílson Batista, Rodrigo Leão, Rodrigo Ribeiro, Gabriel Vaccari, Alexandre Elias, Juan Felipe Velasco, Douglas Souza |
| Técnico |
| Filipe Ferraz |